# Fahrenheit (videojuego de 2005)
Fahrenheit (conocido en Estados Unidos y Canadá como Indigo Prophecy) es un videojuego lanzado en septiembre de 2005, desarrollado por el estudio francés Quantic Dream, y distribuido por Atari. El juego fue escrito y dirigido por el fundador de Quantic Dream, David Cage.
Fahrenheit tuvo una excelente crítica, pero el aspecto del juego más comentado fue su trama, la cual ganó algunos premios (por ejemplo, Mejor Guion en los premios del sitio web de videojuegos GameSpot en 2005).

## Visión general
Fahrenheit es un juego de aventura interactiva, terror y misterio en el que toda decisión tiene un efecto directo en el desarrollo de la historia en un misterioso despliegue. En este thriller paranormal, la ciudad de Nueva York es sacudida por una serie de misteriosos asesinatos que siguen un mismo patrón: gente normal y corriente es poseída y matan a desconocidos en público. Lucas Kane se convierte en uno de estos asesinos cuando mata repentinamente a un extraño en el baño de hombres de un bar-restaurante. Lucas debe descubrir las fuerzas sobrenaturales que se esconden detrás del crimen antes de que la policía le encuentre o antes de que pierda la cordura.
El rechazo de los desarrolladores a etiquetar esta entrega como un género de juego convencional supuso una gran publicidad; Quantic Dream prefiere referirse a ella como la primera "película interactiva" en vez de un juego de aventuras o un juego de acción en tercera persona. Este juego pone de relieve una gran cantidad de capturas de movimientos así como bifurcaciones en la línea argumental, la división de cámaras en pantalla (muy similar a la serie de televisión 24) y su interfaz (diseñada para ser intuitiva y realista). Los desencadenadores de eventos están principalmente basados en el tiempo; al contrario que en la mayoría de juegos, donde es el jugador quien los inicia. La mayoría de críticas fueron entusiastas, y los desarrolladores recibieron considerables elogios por su intento de reinventar el género de "aventuras".

"El juego de aventura, es un género que está... muerto, está muerto por no haber evolucionado. Después de quince años, desde los juegos de Lucas, ¿qué ha cambiado en los juegos de aventuras? Casi siempre en 2D, a menudo basados en los inventarios, combinación de objetos, diálogos interminables y acertar con el píxel exacto, en el momento exacto para activar la acción. Todo eso son mecanismos antiguos, algo horteras hoy día, y el juego de aventura se muere por no haber sabido crecer, evolucionar. Es cierto que una de las ambiciones de Fahrenheit es la de renovar un poco el género, de intentar verdaderamente que podemos tener una aventura narrativa que funciona de manera diferente, sin puzzles y sin inventario".
David Cage, creador del juego.

Además de Fahrenheit, Quantic Dream ha producido otros cuatro videojuegos: Omikron: The Nomad Soul (Igualmente ambicioso pero menos exitoso, para Windows y para Dreamcast), Heavy Rain, Beyond: Two Souls y Detroit: Become Human.

## Personajes principales

### Lucas Kane
Se trata del protagonista masculino principal del juego, en torno al cual gira la historia.
El juego comienza mostrando cómo Lucas, hundido en un misterioso trance, apuñala a un desconocido hasta matarlo en el baño de hombres de un bar-restaurante. Tras el suceso, se esfuerza en descubrir quién o qué le condujo a cometer dicho asesinato, a la vez que intenta esconderse de las autoridades que investigan el caso. Criado por sus padres científicos (cuya muerte 10 años atrás le afectó fuertemente) en la remota base militar de Wishita, trabaja actualmente como técnico experto para el banco Naser & Jones en Manhattan. Desde su infancia, tiene periódicamente visiones clarividentes, cuya inquietante naturaleza le supuso un gran impacto emocional cuando era niño y le condujo a aislarse del resto de la gente. Estas visiones, que aparentemente habían permanecido inactivas, se incrementaron repentinamente tras los sucesos en el bar-restaurante, junto con un gran aumento de fuerza física en Lucas y la aparición de habilidades telequinéticas. El doblaje al castellano de Lucas estuvo a cargo de Arturo López, que también puso voz en otros juegos, como Hitman: Blood Money o Max Payne 2: The Fall of Max Payne. Al final del juego, Lucas y Carla pueden terminar juntos.

### Carla Valenti
Se trata de la protagonista femenina principal del juego, miembro de la Policía de Nueva York. Carla es una detective que (junto a su compañero Tyler) está al cargo de la investigación por unos asesinatos. Es conocida entre sus compañeros del departamento por su gran ética profesional y su compromiso hacia su trabajo (el cual es, a veces, excesivo). Su devoción hacia su profesión es, en parte, comprensible debido a su carente vida personal; sus únicos amigos son sus compañeros y su vecino Tommy). Con un carácter inquisitivo, Carla tiende a reflexionar sobre casos que parecen no llevar a ninguna parte y que llevarán largas horas estudiar evidencias con la esperanza de encontrar una pista clave que pudiera haber pasado desapercibida.
También padece de una gran claustrofobia y es muy propensa a padecer ataques de pánico cuando se encuentra en lugares cerrados y oscuros. El doblaje al castellano de Carla estuvo a cargo de Ana Jiménez, que prestó su voz en repartos conocidos tales como, por ejemplo, Lois Lane, en Smallville; o Natalie, en Home Alone 4 en Latinoamérica. Al final del juego, Carla y Lucas pueden terminar juntos; y en el final malo se revela que su bebe puede ser el próximo niño indigo y que tendrá los poderes de Lucas.

### Tyler Miles
El compañero de Carla tiene una actitud mucho más pasota hacia la vida, aunque es un devoto de su trabajo y de su novia, Samantha Malone ("Sam" tal y como él la llama) Su relación con ella siempre ha sido íntima pero también ha estado bajo un constante estrés debido al miedo de ella de que él resulte herido durante su trabajo. Las largas horas y el frío cada vez mayor han empezado a apoderarse de su espíritu y este último caso de asesinato no ha ayudado mucho, llevándole a reconsiderar su vida como oficial de policía y tal vez a mudarse a Florida con Sam para llevar la tienda de sus padres. Sus hobbies incluyen jugar a baloncesto, los videojuegos (de los que en ocasiones habla o hace referencias, incluyendo muchas referencias de metaficción) y coleccionar vinilos de música Motown de los años setenta. Este personaje fue doblado por Pedro Tena, que también ha participado en otros juegos, como Hitman: Blood Money (interpretando a Jack Alexander), o Runaway 2 (interpretando a O'Connor). También ha prestado su voz en películas, como algunas apariciones momentáneas en diversas entregas de la saga de Harry Potter, o D'Artagnan y los tres mosqueteros (interpretando a Morgan). Marta Sainz, actriz de doblaje y cantante, interpreta a Samantha.

## Historia
El juego está ambientado en enero de 2009. La historia empieza en una fría noche en Nueva York, cuando Lucas, poseído por un trance, apuñala a un hombre hasta matarlo en los lavabos del restaurante Doc's Dinner en el East Side y luego huye confundido de la escena. Su crimen está inmerso en un trasfondo de asesinatos rituales similares y de descenso de las temperaturas. Valenti y Miles son los encargados de resolver el caso y de buscar a Kane. El jugador puede controlar a los tres y ocasionalmente a Markus (el hermano de Lucas siendo sacerdote) durante el curso del juego, así que se le da la oportunidad de ayudar a un personaje antes que a otro.
La trama del juego es inusual por sus posibilidades y ramas. Los creadores la describieron como una trama "elástica" capaz de adaptarse a las decisiones del jugador a través de las acciones de los tres personajes, aunque a pesar de eso sigue unas directrices.
Por ejemplo, en la escena inicial, el jugador tiene el control de Lucas y debe enfrentarse a qué hacer tras el asesinato. Las elecciones del jugador, sobre qué esconder, que dejar atrás y cómo abandonar el restaurante, determinana que pistas encontrarán Valenti y Miles y cómo los patrones hablarán de él, así como las posibles facilidades para descubrir más tarde la identidad de Kane (hay una misión específica para conseguir reunir todas las pistas)

## Controles
La versión de consola del juego rompió muchos de los esquemas tradicionales sobre métodos de controles, haciendo que el uso de los botones fuera mínimo y utilizando por el contrario el control analógico para casi todas las acciones del juego. El control izquierdo se utilizaba para el movimiento del personaje y el derecho para las acciones de contexto. Por ejemplo, cuando Lucas se acerca a su mesa en la escena inicial en el restaurante, una dirección hará que se siente mientras que otra hará que examine su cuenta y una tercera hará que coja su bebida y tome un sorbo. Las opciones disponibles se muestran con un simple diagrama en la parte superior de la pantalla. Para acciones más complejas como por ejemplo trepar una verja o hacer movimientos con un yo-yo, requiere movimientos más complejos del controlador analógico similares a las utilizadas en los juegos de lucha.
Durante el tutorial del juego David Cage, el director, instruye al jugador a mover lentamente el controlador mientras se abre una puerta, para maximizar la inmersión en el juego. En pocas ocasiones se usan los botones del mando (Y,B y A o triángulo, O y X dependiendo de si hablamos de Xbox o PS2 respectivamente) y en esas ocasiones se usan para interactuar con menús y opciones de interfaz. Esto incluye cambiar personajes, navegar por menús de sistema de ordenador y mostrar la "salud mental" del personaje (una opción posible pero que nunca es necesaria y que probablemente jamás sea usada por el jugador)
En el ordenador el juego puede ser controlado mediante el teclado y el ratón, con teclas y movimientos del ratón usados conjuntamente tal y como se haría con el control analógico, pero también se puede utilizar un teclado con control analógico y es más, estaría altamente recomendado.
También hay acciones más complejas que requieren reflejos para ser completadas. Durante esas escenas aparecen dos diagramas circulares con segmentos de colores (recordando al juego Simón dice) que se colocan sobreimpresas a la pantalla, cada una de ellas correspondiendo a uno de los dos controladores analógicos. Los diagramas muestran el movimiento que debe hacerse con el controlador para hacer maniobrar al personaje. Se trata de un sistema similar al videojuego Shenmue, el "Quick Time Event". El juego también requiere en ocasiones una cierta resistencia, cuando pide que se piquen alternativamente los botones derecho e izquierdo tan rápido como se pueda. Esas secuencias suelen ser utilizadas para evocar (y causar) cansancio físico, en acciones tales como correr o nadar.
El juego provee a cada personaje con un medidor de "Salud" que va desde lleno ("Neutral") o vacío ("Wrecked") y que representa la salud mental del personaje. Muchos de los sucesos del juego (tales como la secuencia inicial donde Lucas Kane asesina brutalmente a su víctima) quitan puntos del medidor pero las actividades habituales (como comer u orinar o recibir buenas noticias) añaden puntos, así como los escenarios en los que el personaje hace descubrimientos reveladores o acciones que le ayudan en algún sentido. Mantener un contador de Salud bajo puede llevar a diferentes finales dependiendo del personaje (Carla y Tyler pueden llegar a dejar el caso y Lucas puede llegar a suicidarse) y al final de la partida.